# Lavanville
Lavanville (シオンタウン, Shion Taun, Shion Town) est un village fictif des jeux vidéo Pokémon Rouge et Bleu sortis en 1996. Stylisé en tant que lieu hanté, Lavanville abrite les Pokémons de la Tour, un cimetière pour les Pokémon décédés ainsi qu'un lieu où trouver les Pokémons de type Spectre. 
La musique de fond de Lavanville est réputée pour ajouter à la ville une atmosphère effrayante. Dans les années 2010, elle a donné naissance à la creepypasta « Le syndrome de Lavanville », une histoire potentiellement réelle sur des centaines d'enfants japonais qui se suicident après avoir écouté le morceau. Ils pouvaient devenir violents et avoir des trous de mémoire. Pourtant, rien n'est encore prouvé.

## Description
Lavanville est un village qui peut être visité dans Pokémon Rouge, Vert, Bleu, Jaune et les suites Or, Argent, Cristal ainsi que leurs remakes. Contrairement au ton joyeux typique du Rouge, du Vert, du Bleu et du Jaune, elle abrite la Tour Pokémon, où l'on trouve des centaines de pierres tombales pour les Pokémon décédés et des dresseurs en deuil. C'est ici que le joueur peut rencontrer les Pokémons Spectre, Fantominus et Spectrum. La tour est le seul endroit où ils peuvent être capturés. Au cours de l'histoire de Rouge, Vert, Bleu et Jaune, le joueur peut utiliser l'objet Scope Sylphe pour faire face aux Pokémon de type Spectre. On sous-entend que le village est hanté par l'esprit de Pokémon morts, en particulier un Ossatueur – assassinée par la crapuleuse Team Rocket – à la recherche de son orphelin Osselait. Cette histoire est développée dans le remake Pokémon Let's Go, Pikachu et Let's Go, Évoli. Lavanville est le premier contact du joueur avec le concept de la mort d'un Pokémon. C'est aussi l'une des rares villes de la région de Kanto à ne pas disposer d'une arène.
La « Tour Radio de Kanto » succède à la Tour Pokémon dans Pokémon Or et Argent. Lavanville abrite également le « Spécialiste des Noms », qui permet aux joueurs de changer le nom de leur Pokémon, ainsi qu'une maison Pokémon pour les Pokémon abandonnés.
La Tour Pokémon apparaît dans l'épisode « La Tour de la Terreur », le 23e épisode de la première saison de la série animée Pokémon lorsque Sacha, Ondine et Pierre recherchent des Pokémon de type Spectre pour l'arène de Morgane. Lavanville apparaît également dans les séries animés Pokémon - La Grande Aventure et Conte électrique de Pikachu.

## Musique

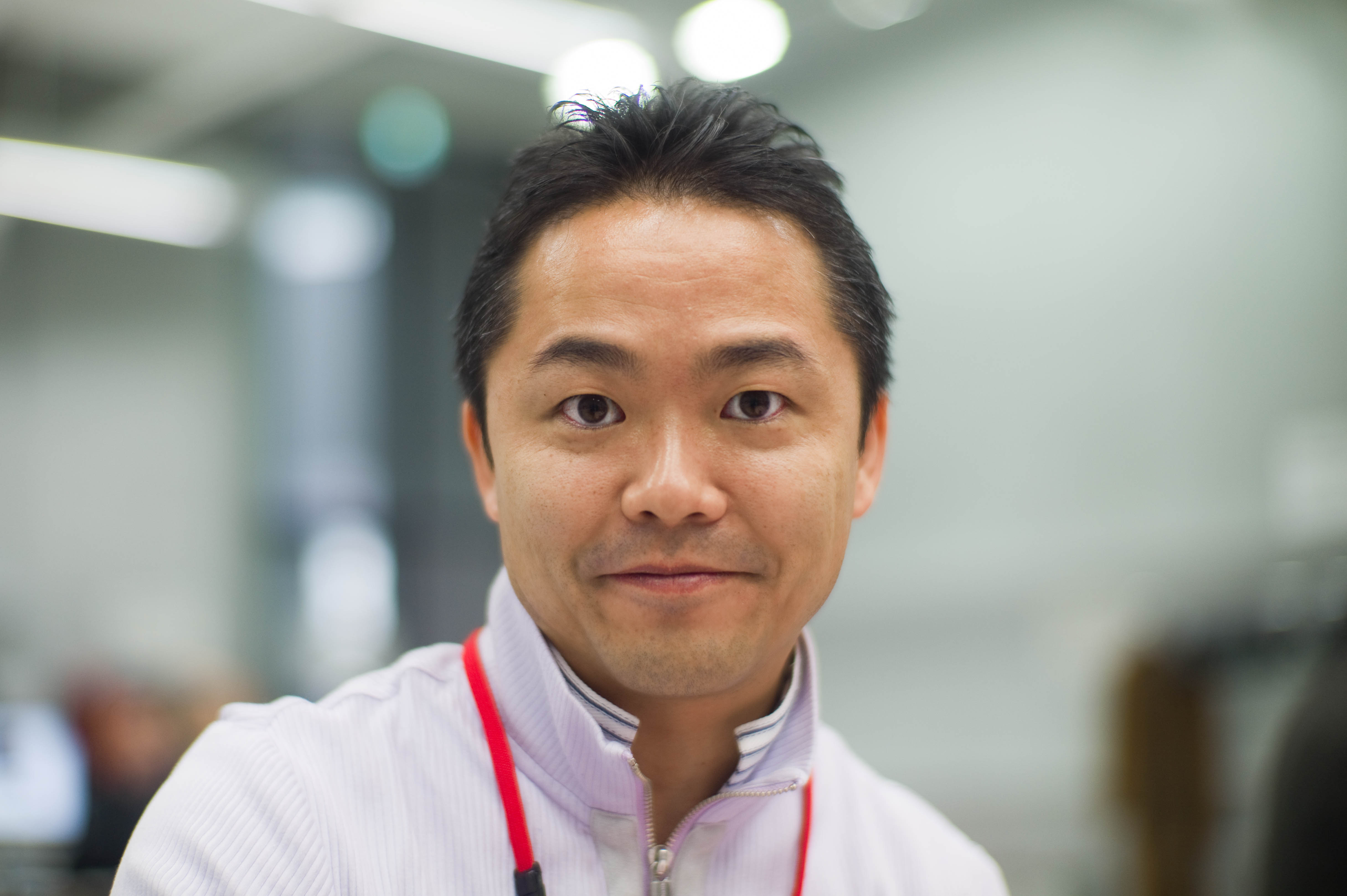
Junichi Masuda était responsable de la musique des jeux, dont celui de Lavanville

La musique de fond 8-bit de Lavanville dans les versions Pokémon Rouge, Bleu, Vert et Jaune a suscité beaucoup d'intérêt car certains auditeurs la trouvent troublante. Elle se classe en tant que deuxième bande sonore la plus effrayante de jeu vidéo en 2012. Brittany Vincent de Bloody Disgusting déclare que « la mélodie trompeusement calme… de Lavanville figure en bonne place sur la liste des souvenirs d'enfance les plus traumatisants pour la plupart des joueurs ». La mélodie de Lavanville, composée par Junichi Masuda, est volontairement atonale et combine des sons 8-bit aigus avec « une chevauchée d'accords discordants » afin de créer une atmosphère inquiétante. Shubhankar Parijat de GamingBolt a introduit la chanson sur sa liste de bandes sonores les plus effrayantes en dehors de l'univers des jeux d'horreur. Jay Hathaway de Gawker déclare également que écouter la musique en boucle peut provoquer un « vague sentiment d'effroi ». Kevin Knezevic de GameSpot la qualifie de « l'une des caractéristiques les plus inoubliables de la région ».
Dans les versions Pokémon Or, Argent et Cristal (et dans leurs remakes Pokémon Or HeartGold et Argent SoulSilver), le thème musical de Lavanville a été de nouveau composé sur un ton plus joyeux puisque, dans le scénario du jeu, la Tour Pokémon est détruite et remplacée par la Tour Radio de Kanto. Sur YouTube, plusieurs remix du thème sont réalisés. Il a été réenregistré pour l'événement Pokémon Go Halloween de 2017, 2019 et 2020,.

## Le syndrome de la ville de Lavanville
Au début des années 2010, une légende urbaine affirme que des centaines d'enfants japonais se sont suicidés dans les années 1990 à cause de la musique du jeu, spéculant que les sons aigus et les battements binauraux provoquaient des maux de tête et un comportement erratique ayant mené à la mort. Une maladie imaginée de toutes pièces a été ainsi surnommée « Le Syndrome de Lavanville » (connu aussi sous le nom de « Le Thème de Lavanville ») et l'histoire originale est devenue virale après qu'une version creepypasta ait été diffusée sur des sites internet tels que 4chan. Diverses personnes ajoutent des détails pour rendre l'histoire plus convaincante au fil du temps, comme des images photoshopées de fantômes et de Pokémon Zarbi (épelant le message « Partez maintenant ») dans les sorties spectrogrammes de la musique de Lavanville. Certaines versions affirment que le directeur du jeu, Satoshi Tajiri, souhaitait que le ton du jeu "dérange" les enfants au lieu de leur causer du tort tandis que d'autres affirment que Nintendo collaborait avec le gouvernement japonais. 

### Réception
Jessie Coello de TheGamer décrit l'histoire comme « l'une des creepypastas les plus effrayantes et les plus tristement célèbres de la fiction en ligne ». Mark Hill de Kill Screen déclare que l'attrait de la légende du syndrome de Lavanville « vient de la corruption d'un symbole aussi innocent de l'enfance ». Patricia Hernandez de Kotaku pense quant à elle que l'une des raisons pour lesquelles la creepypasta de Lavanville « est si efficace » est que le thème musical est « sincèrement effrayant ». Elle note également que les suicides ayant lieu au Japon constituent un élément important pour alimenter le mystère, puisque la vérification des faits nécessite la maîtrise du japonais. Nadia Oxford de Lifewire établit des comparaisons avec « Dennō Senshi Porygon », un épisode de la série animée Pokémon qui provoquait chez des centaines de téléspectateurs japonais, pour la plupart des enfants, des réactions similaires aux symptômes épileptique et conduisait à des convulsions chez certains. Elle déclare que ces retombées « fournissent une base solide au mythe de Lavanville ». Scott Baird de TheGamer pense que l'histoire est « clairement inspirée » par l'événement. Matt Rooney d' IGN la sélectionne comme l'une des meilleures légendes urbaines du jeu vidéo.

## Réception et héritage
Eurogamer décrit Lavanville comme un « endroit remarquable » dans les jeux originaux Pokémon, car c'est l'un des rares lieu de la franchise qui aborde le fait qu'un Pokémon perçu comme « mignon et câlin » puisse réellement mourir. Rani Baker, rédactrice pour Grunge, émet l'hypothèse que cette « révélation » est la raison pour laquelle tant de personnes en sont affectées. Cian Maher de Bloody Disgusting qualifie le décor de « tristement célèbre » – « étrange, troublant et profondément perturbant ». Il fait l'éloge de la version revisitée de Pokémon Let's go, Pikachu et Pokémon Let's Go Evoli. James Troughton de TheGamer la qualifie comme « l'une des zones les plus sombres de la franchise » tandis que Jessie Coello déclare qu'elle « a donné naissance à certaines des traditions les plus troublantes liées à la franchise ». Patricia Hernandez écrit : « Je ne vois rien de plus perturbant dans Pokémon ». Caroline O'Donoghue, rédactrice pour The Guardian désigne Lavanville de la série Pokémon comme un exemple de style narratif unique, « à moitié écrit, euphémiste ».
En 2018, une gamme de produits dérivés est commercialisée sur Lavanville.

## Lectures complémentaires
- Manzinali, Eymeric. « « Syndrome de Lavender Town » Creepypasta : une narration rationnelle du surnaturel ». Dans : Désenchantement, Réenchantement et Genres Folkloriques . Edité par Nemanja Radulović et Smiljana Đorđević Belić. Belgrade : Institut de littérature et d'arts, 2021. pp. 217-236.